# Силовс, Харальдс
Харальдс Силовс (латыш. Haralds Silovs; 7 апреля 1986 года, Рига) — шорт-трекист и конькобежец из Латвии. Пятикратный чемпион Европы по шорт-треку, многократный чемпион Латвии по шорт-треку и конькобежному спорту. Принимал участие в Олимпийских играх 2010, 2014, 2018 и 2022 годах.

## Спортивная карьера

### Шорт-трек
Харальдс Силовс родился в Советском Союзе, в прибалтийской Риге. Его мать Сигне была фигуристкой, а отец Эдвинс представлял Советский Союз в велоспорте на треке. Он заинтересовался конькобежным спортом в 1996 году по совету его тренера, однако интерес к этому виду спорта в Латвии был низок и было мало возможностей для тренировок. В 2001 году Харальдс вместе с братом Хельмутом посетил тренировочный лагерь в Словакии, где тренировался с венгерскими конькобежцами.
Помимо конькобежного спорта, Силовс увлёкся маунтинбайком, и в 2001 году в возрасте 15 лет он выиграл чемпионат Латвии среди юниоров в этом виде спорта. В 2003 году Харальдс продолжил тренировки вместе с Французской сборной и были достигнуты первые успехи в Восточной Европе, где он был одним из ведущих спортсменов-юниоров и победил в нескольких соревнованиях в Словакии и Венгрии. Он также впервые участвовал на чемпионате Европы по шорт-треку в Санкт-Петербурге, где занял общее 40-е место.
В 2005 году на европейском чемпионате в Турине поднялся на 18-е место в многоборье, следом дебютировал на Кубке мира, а в апреле на 	открытом чемпионате Латвии в Вентспилсе завоевал 1-е место в общем зачёте. С 2006 года начал тренироваться со сборной нидерландов под руководством голландского тренера Йеруна Оттера. В 2007 году занял 3-е место на этапе Кубка мира в Херенвене на 1000 метров и стал пятым в беге на 500 м и 1000 м на чемпионате Европы в Шеффилде. 
В следующем году выиграл свой домашний чемпионат Европы в Вентспилсе. Он победил по сумме многоборья, выиграв на дистанции 1500 м, в суперфинале на 3000 м и заняв 2-е место на 1000 м. На следующем чемпионате Европы в Турине в январе 2009 года стал вторым в общем зачёте, выиграв золотую медаль на дистанции 1500 м, заняв 3-е место в суперфинале на 3000 м и 4-е на 500 м. На открытом чемпионате Латвии в апреле он выиграл золото в общем зачёте многоборья.
Силовс отобрался на зимнюю Олимпиаду в Ванкувере сразу по двум видам спорта. В шорт-треке принял участие в соревнованиях на трех дистанциях. Стал 12-м на 500 м, 16-м на 1000 м и 11-м на 1500 м. В конькобежном спорте бежал дистанцию 5000 метров и занял 20-е место. Причем конькобежный забег и шорт-трековый на 1500 м прошли в один день. Он единственный спортсмен в истории, кому удалось в течение одного дня на Олимпиаде принять участие в соревнованиях сразу по двум видам спорта.
После игр Силовс участвовал на чемпионате мира в Софии и занял 6-е место в беге на 500 м, а в общем зачёте поднялся на 10-е место. В сезоне 2010/11 годов он стал второй раз абсолютным чемпионом Европы, участвую на чемпионате Европы в Херенвене, там он занял 2-е место на 1000 м после француза Тибо Фоконне и в многоборье, но после дисквалификации француза поднялся на 1-е место. 

### Конькобежный спорт
С сезона 2011/2012 Харальдс сконцентрировался на участии в конькобежном спорте, переехал в Инцелль, где стал тренироваться в коммерческой интернациональной команде «Спортакадемия КИА». В марте того года на чемпионате мира на отдельных дистанциях в Инцелле он занял 18-е место в забеге на 5000 м. Через год на чемпионате мира в классическом многоборье в Москве поднялся на 7-е место в общем зачёте.
В январе 2013 года Силовс занял 18-е место на чемпионате мира в спринтерском многоборье в Солт-Лейк-Сити, а через месяц на классическом многоборье в Хамаре вновь стал 7-м в личном многоборье.
Силовс принимал участие на зимних Олимпийских играх в Сочи завоевав 36-е место на дистанции 500 метров, 24-е место на 1000 м и 14-е на 1500 м. На чемпионате мира в классическом многоборье в Херенвене стал 11-м. С 2015 года Силовс входит в голландский конькобежный клуб "Team JustLease.nl" 
В 2018 году на Олимпийских играх в Пхёнчхане Силовс занял 15-е место в беге на 1000 м и 4-е на дистанции 1500 м. Следом на чемпионате мира в классическом многоборье в Амстердаме занял 3-е место в беге на 500 м и 1500 м, но в многоборье остался только на 7-м месте. Через год в многоборье занял 9-е место на европейском чемпионате и 8-е на чемпионате мира.
На своих 4-х Олимпийских играх в Пекине он занял 24-е место на дистанции 1500 м и 9-е место в полуфинале масс-старта. Харальдс является многократным чемпионом Латвии и ему принадлежат все Латвийские рекорды на всех дистанциях и в шорт-треке, и в классическом конькобежном спорте. В его коллекции около 60 наград от разных видов спорта.

## Личная жизнь
Силовс обучался с 2005 по 2012 год в Университете Вентспилса на факультете администрирования и менеджмента. Он долгое время встречался с латвийской актрисой Дартой Даневича, но в 2017 году познакомился с художницей и дизайнером Элиной Дексне. В 2022 году они сыграли свадьбу. Он увлекается катанием на горных велосипедах, сноуборде, просмотром фильмов, чтением и рисованием. 

## Персональные рекорды
| Дистанция | Время    | Дата            | Место    |
| --------- | -------- | --------------- | -------- |
| 500 м     | 41,079   | 14 ноября 2009  | Маркетт  |
| 1000 м    | 1.24,282 | 15 ноября 2009  | Маркетт  |
| 1500 м    | 2.14,009 | 13 февраля 2010 | Ванкувер |
| 3000 м    | 4.42,344 | 16 декабря 2007 | Дрезден  |